# Campioni italiani assoluti di atletica leggera - Lancio del giavellotto femminile
Questa pagina raccoglie un elenco di tutte le campionesse italiane dell'atletica leggera nel lancio del giavellotto, specialità che entrò nel programma dei campionati nel 1927.
Dall'edizione del 1999 vennero cambiate le caratteristiche dell'attrezzo utilizzato, rendendolo meno "veleggiante", così come venne fatto nel 1986 per il giavellotto maschile, secondo le norme internazionali; questo al fine di limitarne la parabola e diminuirne il veleggiamento, consentendo da un punto di vista tecnico un miglior atterraggio di punta dell'attrezzo, nonché una maggiore sicurezza per gli spettatori, in quanto si arrivarono a raggiungere distanze superiori a 80 m.
Le prestazioni indicate in corsivo fanno riferimento al vecchio attrezzo.

## Albo d'oro
| Anno | Atleta (società)                                           | Prestazione            |
| ---- | ---------------------------------------------------------- | ---------------------- |
| 1927 | Pierina Borsani Cotonificio Cantoni Castellanza            | 26,83 m                |
| 1928 | Matilde Villani ?                                          | 29,06 m                |
| 1929 | Pierina Borsani Cotonificio Cantoni Castellanza            | 30,98 m                |
| 1930 | Jolanda Bacchelli Virtus Atletica Bologna                  | 32,03 m                |
| 1931 | Jolanda Bacchelli Virtus Atletica Bologna                  | 33,93 m                |
| 1932 | Jolanda Bacchelli Virtus Atletica Bologna                  | 32,20 m                |
| 1933 | Jolanda Bacchelli Virtus Atletica Bologna                  | 31,54 m                |
| 1934 | Pierina Borsani ?                                          | 31,685 m               |
| 1935 | Pierina Borsani ?                                          | 31,21 m                |
| 1936 | Alma Guidi ?                                               | 31,12 m                |
| 1937 | Alma Guidi ?                                               | 31,83 m                |
| 1938 | Caterina Milanesio ?                                       | 32,55 m                |
| 1939 | Etta Ballaben ?                                            | 33,80 m                |
| 1940 | Etta Ballaben ?                                            | 35,94 m                |
| 1941 | Etta Ballaben ?                                            | 38,43 m                |
| 1942 | Etta Ballaben ?                                            | 37,39 m                |
| 1943 | Ada Turci ?                                                | 37,92 m                |
| 1944 | Edizione non disputata                                     | Edizione non disputata |
| 1945 | Ada Turci ?                                                | 36,60 m                |
| 1946 | Ada Turci ?                                                | 36,02 m                |
| 1947 | Ada Turci ?                                                | 35,40 m                |
| 1948 | Ada Turci ?                                                | 39,23 m                |
| 1949 | Ada Turci ?                                                | 38,71 m                |
| 1950 | Ada Turci ?                                                | 37,37 m                |
| 1951 | Ada Turci ?                                                | 39,28 m                |
| 1952 | Ada Turci ?                                                | 40,43 m                |
| 1953 | Ada Turci ?                                                | 39,64 m                |
| 1954 | Ada Turci ?                                                | 41,85 m                |
| 1955 | Ada Turci ?                                                | 41,84 m                |
| 1956 | Paola Paternoster ?                                        | 44,48 m                |
| 1957 | Paola Paternoster ?                                        | 42,95 m                |
| 1958 | Ada Turci ?                                                | 41,02 m                |
| 1959 | Paola Paternoster ?                                        | 42,44 m                |
| 1960 | Paola Paternoster ?                                        | 43,26 m                |
| 1961 | Paola Paternoster ?                                        | 43,90 m                |
| 1962 | Fernanda Torti ?                                           | 36,78 m                |
| 1963 | Annamaria Mazzacurati ?                                    | 38,85 m                |
| 1964 | Elide Riccobono ?                                          | 42,22 m                |
| 1965 | Elide Riccobono ?                                          | 40,33 m                |
| 1966 | Annamaria Mazzacurati ?                                    | 42,14 m                |
| 1967 | Annamaria Mazzacurati ?                                    | 42,48 m                |
| 1968 | Annamaria Mazzacurati ?                                    | 43,18 m                |
| 1969 | Annamaria Mazzacurati ?                                    | 43,48 m                |
| 1970 | Giuliana Amici Edera Atletica Forlì                        | 44,02 m                |
| 1971 | Giuliana Amici Edera Atletica Forlì                        | 50,12 m                |
| 1972 | Giuliana Amici Edera Atletica Forlì                        | 46,90 m                |
| 1973 | Giuliana Amici Edera Atletica Forlì                        | 45,62 m                |
| 1974 | Giuliana Amici Edera Atletica Forlì                        | 53,18 m                |
| 1975 | Giuliana Amici Edera Atletica Forlì                        | 48,04 m                |
| 1976 | Giuliana Amici Edera Atletica Forlì                        | 52,14 m                |
| 1977 | Giuliana Amici Edera Atletica Forlì                        | 54,40 m                |
| 1978 | Giuliana Amici Edera Atletica Forlì                        | 58,72 m                |
| 1979 | Fausta Quintavalla ?                                       | 55,08 m                |
| 1980 | Fausta Quintavalla ?                                       | 63,92 m                |
| 1981 | Fausta Quintavalla ?                                       | 57,68 m                |
| 1982 | Fausta Quintavalla ?                                       | 60,06 m                |
| 1983 | Fausta Quintavalla ?                                       | 60,68 m                |
| 1984 | Fausta Quintavalla ?                                       | 62,68 m                |
| 1985 | Ambra Giacchetti ?                                         | 54,04 m                |
| 1986 | Fausta Quintavalla ?                                       | 59,80 m                |
| 1987 | Vilma Vidotto ?                                            | 51,60 m                |
| 1988 | Stefania Galbiati ?                                        | 52,02 m                |
| 1989 | Veronica Becuzzi ?                                         | 53,46 m                |
| 1990 | Fausta Quintavalla ?                                       | 56,26 m                |
| 1991 | Veronica Becuzzi ?                                         | 54,04 m                |
| 1992 | Gloria Crippa ?                                            | 53,30 m                |
| 1993 | Claudia Coslovich ?                                        | 53,88 m                |
| 1994 | Claudia Coslovich ?                                        | 60,32 m                |
| 1995 | Claudia Coslovich ?                                        | 55,90 m                |
| 1996 | Claudia Coslovich ?                                        | 59,66 m                |
| 1997 | Claudia Coslovich ?                                        | 53,44 m                |
| 1998 | Claudia Coslovich Sisport Fiat                             | 59,38 m                |
| 1999 | Claudia Coslovich Sisport Fiat                             | 60,12 m                |
| 2000 | Claudia Coslovich Sisport Fiat                             | 61,09 m                |
| 2001 | Claudia Coslovich Sisport Fiat                             | 63,82 m                |
| 2002 | Claudia Coslovich Sisport Fiat                             | 55,54 m                |
| 2003 | Claudia Coslovich Fondiaria SAI Atletica                   | 61,44 m                |
| 2004 | Elisabetta Marin CUS Trieste                               | 60,54 m                |
| 2005 | Zahra Bani CUS Cagliari                                    | 59,30 m                |
| 2006 | Zahra Bani Gruppo Sportivo Fiamme Azzurre                  | 60,38 m                |
| 2007 | Claudia Coslovich Fondiaria SAI Atletica                   | 59,88 m                |
| 2008 | Claudia Coslovich Fondiaria SAI Atletica                   | 57,47 m                |
| 2009 | Zahra Bani Gruppo Sportivo Fiamme Azzurre                  | 54,65 m                |
| 2010 | Zahra Bani Gruppo Sportivo Fiamme Azzurre                  | 59,87 m                |
| 2011 | Zahra Bani Gruppo Sportivo Fiamme Azzurre                  | 59,92 m                |
| 2012 | Zahra Bani Gruppo Sportivo Fiamme Azzurre                  | 58,40 m                |
| 2013 | Sara Jemai Centro Sportivo Esercito                        | 53,45 m                |
| 2014 | Sara Jemai Centro Sportivo Esercito                        | 53,85 m                |
| 2015 | Sara Jemai Centro Sportivo Esercito                        | 56,39 m                |
| 2016 | Eleonora Bacciotti Atletica Firenze Marathon               | 56,24 m                |
| 2017 | Zahra Bani Gruppo Sportivo Fiamme Azzurre                  | 59,01 m                |
| 2018 | Sara Jemai Centro Sportivo Esercito                        | 58,19 m                |
| 2019 | Carolina Visca Gruppi Sportivi Fiamme Gialle               | 58,47 m                |
| 2020 | Carolina Visca Gruppi Sportivi Fiamme Gialle               | 55,57 m                |
| 2021 | Zahra Bani Gruppo Sportivo Fiamme Azzurre                  | 55,50 m                |
| 2022 | Paola Padovan Centro Sportivo Carabinieri                  | 56,96 m                |
| 2023 | Carolina Visca Gruppi Sportivi Fiamme Gialle               | 56,54 m                |
| 2024 | Emanuela Casadei Associazione Sportiva La Fratellanza 1874 | 56,49 m                |
| 2025 | Sara Zabarino ACSI Italia Atletica                         | 51,16 m                |